# Терякле
Терякле́ (баш. Тирәкле) — река в России, протекает по Гафурийскому району Башкортостана. Устье реки находится в 37 км по правому берегу реки Мендим. Длина реки составляет 13 км.

## Притоки
От устья к истоку:
- Кузеон (лв.)[2]
- Ишикай (лв.)[2]
- Исай (лв.)[2]
- Шарлама (пр.)[2]
- Мухатъелга (пр.)[3]
- Малая Терякле (лв.)[3]
- Тускаушъелга (лв.)[4]

## Данные водного реестра
По данным государственного водного реестра России относится к Камскому бассейновому округу, водохозяйственный участок реки — Белая от города Стерлитамак до водомерного поста у села Охлебино, без реки Сим, речной подбассейн реки — Белая. Речной бассейн реки — Кама.
По данным геоинформационной системы водохозяйственного районирования территории РФ, подготовленной Федеральным агентством водных ресурсов:
- Код водного объекта в государственном водном реестре — 10010200712111100018920
- Код по гидрологической изученности (ГИ) — 111101892
- Код бассейна — 10.01.02.007
- Номер тома по ГИ — 11
- Выпуск по ГИ — 1